# Tanworth-in-Arden
Tanworth-in-Arden – wieś w Anglii, w hrabstwie Warwickshire, w dystrykcie Stratford-on-Avon. Leży 18 km na zachód od miasta Warwick i 149 km na północny zachód od Londynu.